# Chê
Chê, também grafada como ou ché ou xé, é uma interjeição Mineira/Paulista do dialeto caipira, originária da interjeição Che, muito utilizada na Argentina e no Rio Grande do Sul, semelhante ao tchê, do dialeto gaúcho. Foi muito utilizada no Sul de Minas Gerais, Sul Fluminense e no Vale do Paraíba,[carece de fontes?] pela alta presença de paulistas e gaúchos, que se cumprimentavam utilizando o "Chê" para se dirigirem à alguma pessoa. Na segunda metade do Século XX, a interjeição perdeu sua força na região da Serra da Mantiqueira, porém, ainda é bastante utilizada, especialmente no interior de São Paulo.

## Uso
Segundo o folclorista Amadeu Amaral, autor do livro O Dialeto Caipira, trata-se de uma interjeição de dúvida que pode assumir ligeiras modalidades conforme se pronuncia mais rápida ou mais longamente, com maior ou menor energia: Ché! Nho Joaquim, mecê nêste tranquinho num tchega hoje na vila.
Em outros contextos, pode ser usada para enfatizar o sentido de negação de uma frase, ou para se dirigir informalmente à alguém, como em Ei, chê vem aqui; Chê, vamos ali?
Em algumas cidades da Fronteira Sul(Divisa de MG/SP) o chê é utilizado com muita frequência